# Государственный реестр открытий СССР
Государственный реестр открытий СССР — систематизированный свод документированной информации о научных открытиях, зарегистрированных в СССР с 1957 по 1991 год.

## История регистрации и охраны научных открытий
Учёные цивилизованных стран всегда задумывались о необходимости специальной охраны научных открытий. Впервые на международном уровне это вопрос был поставлен на Лондонском конгрессе Международной литературной и художественной ассоциации в 1879 году. После почти столетнего обсуждения в 1978 году страны-участницы Всемирной организации интеллектуальной собственности (ВОИС) приняли Женевский договор о международной регистрации научных открытий, который так и не вступил в силу по состоянию на 2015 год.
Международная охрана научных открытий не состоялась, несмотря на то, что уже существовал подобный национальный опыт в СССР.

Постановлением Совета Министров СССР «О Комитете по изобретениям и открытиям при Совете Министров СССР» от 14 марта 1947 г. были заложены Основы законодательного регулирования отношений по научным открытиям. Постановление предусматривало рассмотрение, регистрацию и охрану научных открытий. В феврале 1948 г. функции Комитета были переданы Гостехнике СССР, однако долгое время регистрация открытий в СССР практически не проводилась. 23 февраля 1956 г. было принято постановление Совета Министров СССР № 274, утвердившее Положение о Комитете по делам изобретений и открытий при Совете Министров СССР. В Положении было записано, что Комитет образован в целях коренного улучшения руководства делом внедрения в народное хозяйство изобретений и открытий. Это Положение определило диплом как охранный документ, выдаваемый автору открытия. Первое открытие в СССР было зарегистрировано 26 июня 1957 года с приоритетом от 15 марта 1947 года.— Григорьев Ю.П. НАУЧНЫЕ ОТКРЫТИЯ – ЗЕРКАЛО ИНТЕЛЛЕКТУАЛЬНЫХ ВОЗМОЖНОСТЕЙ ГОСУДАРСТВА
Некоторое время реестр почти не пополнялся по причине разногласий в определении терминов «открытие» и «изобретение». В 1955 году специальной комиссией ГКНТ было выработано точное определение термина «открытие» — «установление неизвестных ранее объективно существующих закономерностей, свойств и явлений материального мира, вносящих коренные изменения в уровень познания». Это определение закреплено юридически в «Положении об открытиях, изобретениях и рационализаторских предложениях», утверждённом Постановлением Совета Министров СССР № 584 от 21 августа 1973 года, которое оставалось в силе в России вплоть до начала 2021 года.
Первое открытие в СССР было зарегистрировано 26 июня 1957 года с приоритетом от 15 марта 1947 года. За последующие 35 лет в СССР было зарегистрировано более 400 открытий, при этом количество поданных заявок на открытие было более 12 000. В 1961 году право на открытие было закреплено в Основах гражданского законодательства.
Система государственной регистрации открытий перестала действовать после юридического разделения СССР в 1991 году.

## Список открытий по областям наук
Научное открытие представлено по четырём позициям: название открытия, авторы, номер и дата приоритета.

### КОСМОС — физика атмосферы, астрофизика, Солнце, Луна, Марс, Венера
- Внешний радиационный пояс Земли. С. Н. Вернов, А. Е. Чудаков, П. В. Вакулов, Е. В. Горчаков, Ю. И. Логачев. № 23 с приоритетом от июля 1958 г.
- Явление возбуждения квазипериодических колебаний магнитного поля Земли нарастающей частоты. В. А. Троицкая, М. В. Мельникова. № 179 с приоритетом от 4 июля 1959 г.
- Потоки мягких электронов за пределами радиационных поясов Земли. К. И. Грингауз, В. В. Безруких, В. Д. Озеров, Р. Е. Рыбчинский. № 32 с приоритетом от 15 октября 1959 г.
- Плазменная оболочка Земли. К. И. Грингауз, В. В. Безруких, В. Д. Озеров, Р. Е. Рыбчинский. № 27 с приоритетом от 2 января 1959 г.
- Инфракрасные пояса Земли. М. Н. Марков, Я. И. Меерсон, М. Р. Шамилев. № 40 с приоритетом от 20 марта 1959 г.
- Явление вертикально-лучевой структуры дневного излучения верхней атмосферы Земли. Г. Т. Береговой, А. Г. Николаев, В. И. Севастьянов, Е. В. Хрунов, К. Я. Кондратьев, А. А. Бузников, М. М. Мирошников и А. И. Лазарев, О. И. Смоктий. № 106 с приоритетом от 19 мая 1971 г.
- Заряженные частицы в нижней атмосфере Земли. Е. Г. Швидковский, Ю. А. Брагин, О. К. Костко. № 56 с приоритетом от 31 января 1965 г.
- Явление аномального рассеяния радиоволн атмосферными облаками. А. М. Боровиков, И. П. Мазин, В. В. Костарев, А. Н. Невзоров, А. А. Черников. № 165 с приоритетом от декабря 1960 г.
- Явление воздействия сейсмичности Земли через акустические волны на ионосферу. Я. Г. Бирфельд, А. В. Таранцов. № 128 с приоритетом от 25 сентября 1963 г.
- Явление радиоизлучения солнечной короны. Н. Д. Папалекси, С. Э. Хайкин, Б. М. Чихачев. № 81 с приоритетом от 28 октября 1947 г.
- Сверхкорона Солнца. В. В. Виткевич. № 11 с приоритетом от 11 ноября 1954 г.
- Магнитные поля в околосолнечном пространстве. В. В. Виткевич, Б. Н. Пановкин. № 86 с приоритетом от июня 1957 г.
- Межпланетная пыль. С. М. Полосков, А. Е. Микиров. № 60 с приоритетом от мая 1962 г.
- Поток внутреннего тепла Луны. В. С. Троицкий, В. Д. Кротиков. № 43 с приоритетом от 19 ноября 1962 г.
- Вулканическая деятельность на Луне. Н. А. Козырев. № 76 с приоритетом от 3 ноября 1958 г.
- Аномальное отражение поверхности Луны в инфракрасной области спектра. М. Н. Марков, В. Л. Хохлова. № 70 с приоритетом от 6 января 1964 г.
- Закономерность в энергетическом спектре космических лучей. С. Н. Вернов, Г. Б. Христиансен, Г. В. Куликов, В. И. Соловьёва, А. Т. Абросимов, Б. А. Хренов. № 84 с приоритетом от 22 апреля 1958 г.
- Явление линейной поляризации космического радиоизлучения. В. А. Разин. № 26 с приоритетом от июня 1956 г.
- Радиолинии возбуждённого водорода. Р. Л. Сороченко, Э. В. Бородзич, З. В. Дравских, А. Ф. Дравских, Н. С. Кардашев. № 47 с приоритетом от 31 августа 1964 г.

### ЗЕМЛЯ — геофизика, геохимия, рудообразование, минералогия
- Закономерность распределения концентрации гелия в земной коре. И. Н. Яницкий. № 68 с приоритетом от 30 декабря 1968 г.
- Явление естественного разделения урана-234 и урана-238. В. В. Чердынцев, П. И. Чалов. № 163 с приоритетом от 27 марта 1954 г.
- Свободные радикалы в минералах земной коры. А. С. Марфунин, М. И. Самойлович. № 118 с приоритетом от 28 октября 1966 г.
- Пьезоэлектрические свойства горных пород. М. П. Воларович, Э. И. Пархоменко. № 57 с приоритетом от 28 апреля 1954 г.
- Закономерная связь распределения в минерализованных зонах рудных элементов и переносящих их лигандов. В. Л. Барсуков, А. Г. Волосов. № 66 с приоритетом от августа 1966 г.
- Закономерность количественного распределения минералов в аллювиальных россыпях. Н. Г. Бондаренко. № 127 с приоритетом от 1 ноября 1957 г.
- Свойство природных газов находиться в твёрдом состоянии в земной коре. А. А. Трофимук, Н. В. Черский, Ф. А. Требин, Ю. Ф. Макогон, В. Г. Васильев. № 75 с приоритетом от 25 июля 1961 г.
- Явление изменения химического состава подземных вод при землетрясении. Г. А. Мавлянов, В. И. Уломов, А. Н. Султанхаджаев, Л. А. Хасанова, Л. В. Горбушина, В. Г. Тыминский, А. И. Спиридонов, Б. 3. Мавашев, Н. И. Хитаров. № 129 с приоритетом от 21 февраля 1966 г.
- Явление образования истинных плывунов. В. В. Радина. № 91 с приоритетом от 16 мая 1960 г.

### ЧЕЛОВЕК, БИОЛОГИЯ — медицина, генетика, физиология, биофизика, цитология, онкология, вирусы

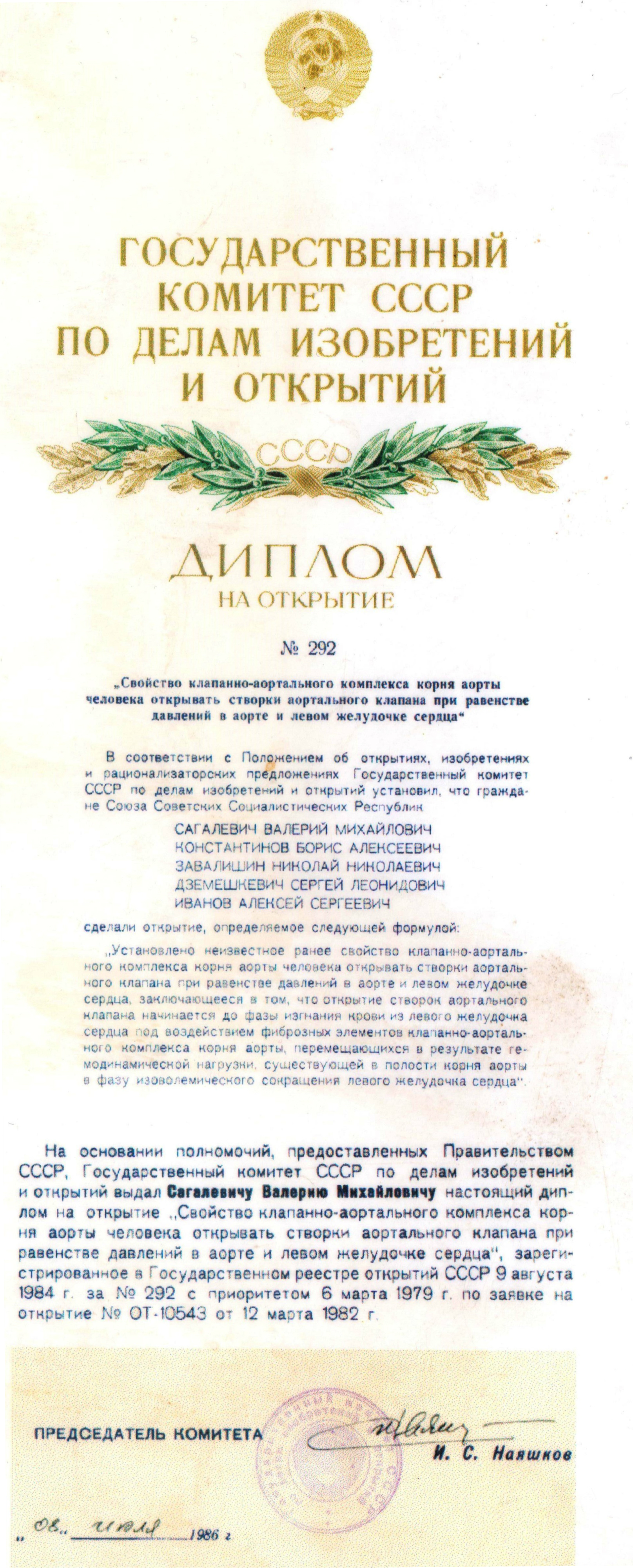
Диплом на открытие № 292

- Явление изменения митоза в клетках растений в условиях невесомости. Н. Л. Делоне, В. В. Антипов, Г. П. Парфёнов. № 318 с приоритетом от 11 декабря 1963 г.
- Эффект Казначеева. Явление межклеточных дистантных электромагнитных взаимодействий в системе двух тканевых культур. В. П. Казначеев, Л. П. Михайлова, С. П. Шурин. № 122 с приоритетом от 15 февраля 1966 г.
- Закономерности клеточной проницаемости. А. С. Трошин. № 18 с приоритетом от 15 июня 1950 г.
- Закон саморегуляции в клеточном возбуждении. Д. Н. Насонов. № 17 с приоритетом от 20 декабря 1947 г.
- Закономерность теплоустойчивости тканей как критерий вида. Б. П. Ушаков. № 19 с приоритетом от 23 января 1958 г.
- Явление регулирования скорости гликолиза в клетке под действием специфического белка. С. А. Нейфах, В. С. Репин. № 39 с приоритетом от января 1961 г.
- Свойства фермента мышц синтезировать ветвления в полисахаридах. А. Н. Петрова. № 6 с приоритетом от 25 февраля 1947 г.
- Свойство фермента печени переносить глюкозные остатки. А. Н. Петрова. № 6 с приоритетом от 25 февраля 1947 г.
- Свойство фермента расщеплять декстран с образованием глюкозы. Е. Л. Розенфельд, И. С. Лукомская. № 7 с приоритетом от 21 июня 1954 г.
- Усвоение атмосферного азота живыми организмами. М. И. Волский. № 62 с приоритетом от 19 декабря 1951 г.
- Явление возникновения парамагнитных нитрозильных комплексов железа в клетках живых организмов при гипоксии. Я. И. Ажипа, Л. П. Каюшин, Е. И. Никишкин. № 148 с приоритетом от 25 сентября 1965 г.
- Свойство клеток восстанавливаться от летальных повреждений, вызываемых ионизирующим излучением. В. И. Корогодин. № 115 с приоритетом от марта 1957 г.
- Явление образования в облучённых растениях ингибиторов деления клеток. А. М. Кузин, Л. М. Крюкова. № 58 с приоритетом от 18 июня 1959 г.
- Защитное действие фтора от радиостронция. В. А. Книжников. № 48 с приоритетом от 19 апреля 1960 г.
- Закономерность образования пола животных. Б. Л. Астауров. № 2 с приоритетом от 03.12.1947 г.
- Периодическая функция ядер в развитии организма животных. А. А. Нейфах. № 14 с приоритетом от 20.12.1958 г.
- Явление синтеза ДРНК (рибонуклеиновой кислоты нового класса) в ядрах клеток высших организмов. Г. П. Георгиев, В. Л. Мантьева. № 145 с приоритетом от 27.10.1961 г.
- Свойства живчиков млекопитающих сохранять биологическую полноценность после быстрого замораживания. В. К. Милованов, И. И. Соколовская, И. В. Смирнов. № 103 с приоритетом от 01.06.1947 г.
- Свойства заднего гипоталамического ядра влиять на процесс образования антител. Е. А. Корнева, Л. М. Хай. № 69 с приоритетом от 21 октября 1961 г.
- Явление ингибирования активности антител. М. В. Земсков, Н. В. Журавлёва. № 193 с приоритетом от 22 мая 1969 г.
- Явление истощения норадреналина в желудке и в других органах, приводящего к нейрогенным дистрофиям. С. В. Аничков, И. С. Заводская и Е. В. Морева, В. В. Корхов, О. Н. Забродин. № 74 с приоритетом от 13 октября 1966 г. и 21 ноября 1968 г.
- Явление снижения концентрации норадреналина в миокарде при гиперфункции и гипертрофии сердца. В. В. Парин, М. Г. Пшенникова, Ю. Н. Манухин. № 63 с приоритетом от 5 июня 1961 г.
- Явление регуляции силы сокращения сердечной мышцы креатином. Е. И. Чазов, В. Н. Смирнов, В. А. Сакс. № 187 с приоритетом от 6 ноября 1973 г.
- Свойство каротидных химиорецепторов регулировать функцию эндокринных желёз. С. В. Аничков, В. Е. Рыженков, А. А. Белоус, А. Н. Поскаленко, Т. Н. Томилина, Е. И. Малыгина. № 130 с приоритетом от 1957 г.
- Явление взаимодействия лимфоцитов с кроветворными стволовыми клетками. Р. В. Петров, Л. С. Сеславина. № 192 с приоритетом от 15 апреля 1967 г.
- Рефлекторно-гуморальная противосвёртывающая система, регулирующая жидкое состояние крови в организме. Б. А. Кудряшов, П. Д. Улитина, Г. В. Андреенко, Т. М. Калишевская, Г. Г. Базазьян, В. Е. Пасторова, Н. П. Сытина. № 22 с приоритетом от 17 февраля 1958 г.
- Пристеночное (контактное) мембранное пищеварение. А. М. Уголев. № 15 с приоритетом от декабря 1958 г.
- Свойство оптимального выделения пепсиногена в желудок человека и животных. Н. П. Пятницкий. № 92 с приоритетом от 17 января 1961 г.
- Закономерность утраты и восстановления регенерационной способности конечностей у позвоночных. Л. В. Полежаев. № 144 с приоритетом от июля 1948 г.
- Свойства реимплантационной активности мышц. А. Н. Студитский. № 157 с приоритетом от 26 августа 1952 г.
- Явление возникновения собственных напряжений в костях человека и животных. В. И. Лощилов, Г. А. Николаев, Э. П. Бабаев. № 181 с приоритетом от декабря 1970 г.
- Закономерность гаметогенеза и подового цикла у рыб. Б. Н. Казанский. № 20 с приоритетом от 11 июля 1949 г.
- Явление обособления протоплазмы в растительных клетках. П. А. Генкель, Е. 3. Окнина. № 5 с приоритетом от 29 ноября 1945 г.
- Явление поглощения паров воды из межклеточного пространства листьев. Л. Н. Бабушкин. № 64 с приоритетом от 14 февраля 1967 г.
- Свойства гликолатоксидазной системы. П. А. Колесников. № 25 с приоритетом от 22 марта 1948 г.
- Свойство высокой биологической активности катехинов. А. Л. Курсанов, М. Н. Запрометов. № 4 с приоритетом от 12 августа 1950 г.
- Свойства и строение нового гетерополисахарида эремурана. Б. Н. Степаненко, Е. М. Афанасьева, О. Н. Пономарёва, Р. А. Баксова. № 8 с приоритетом от января 1955 г.
- Новые свойства патогенности опухолеродных вирусов. Л. А. Зильбер, И. Н. Крюкова, Г. Я. Свет-Молдавский, А. С. Скорикова. № 53 с приоритетом от 27 мая 1957 г.
- Явление синтеза эмбриоспецифического белка злокачественными опухолями. Г. И. Абелев, С. Д. Перова, Н. И. Храмкова. № 90 с приоритетом от 25 мая 1962 г., 30 января 1963 г. и 4 октября 1966 г.
- Явление образования гибридных инфекционных рибонуклеопротеидных комплексов. В. М. Жданов, Ф. И. Ершов, Л. В. Урываев. № 89 с приоритетом от 22 июля 1969 г.
- Явление потери животными естественной устойчивости к миксовирусной инфекции. Г. К. Чепулис, В. М. Жданов. № 72 с приоритетом от 10 апреля 1967 г.
- Закономерность развития качественно отличающихся общих неспецифических адаптационных реакций организма. Л. X. Гаркави, М. А. Уколова, Е. Б. Квакина. № 158 с приоритетом от 3 октября 1969 г.
- Явление л-трансформации микобактерий БЦЖ в организме. Н. А. Шмелёв, И. Р. Дорожкова, 3. С. Земскова. № 180 с приоритетом от 19 июня 1972 г.
- Свойство микроорганизмов использовать энергию окисления для хемосинтеза. Н. Н. Медведева-Ляликова. № 140 с приоритетом от 2 ноября 1971 г.
- Явление саморегулирования гидроупругости плавников китообразных. А. Г. Томилин, С. В. Першин, А. С. Соколов. № 95 с приоритетом от 23 декабря 1968 г.
- Явление функционального антагонизма антител при лейкозах человека. В. М. Бергольц, В. С. Тер-Григоров, О. Я. Московкина, Б. И. Шевелев. № 195 с приоритетом от март 1969 г.
- Свойство клапанно-аортального комплекса корня аорты человека открывать створки аортального клапана при равенстве давлений в аорте и левом желудочке сердца. В. М. Сагалевич, Б. А. Константинов, Н. Н. Завалишин, С. Л. Дземешкевич, А. С. Иванов. № 292 с приоритетом от 6 марта 1979 г.
- Свойство нервных центров мозга человека и позвоночных животных содержать детерминированные количества нейронов. С. Н. Оленев, В. Ю. Урбах, С. М. Блинков, В. А. Лившиц. № 399 с приоритетом от 19 сентября 1978 г.[2][3]

### ФИЗИКА, РАДИОАКТИВНОСТЬ — ядерная физика, элементарные частицы, плазма, термояд, трансураны
- Безрадиационные переходы в мезоатомах. Б. М. Понтекорво, Д. Ф. Зарецкий, М. Я. Балац, П. И. Лебедев, Л. Н. Кондратьев, Ю. В. Обухов. № 100 с приоритетом от 17 июня 1959 г.
- Явление двойной перезарядки пи-мезонов. В. М. Сидоров, С. А. Бунятов, Ю. А. Бутусов, В. А. Ярба. № 77 с приоритетом от 1 ноября 1963 г.
- Распад омега-мезона на нейтральный пи-мезон и гамма-квант. А. Г. Мешковский, В. А. Шебанов, В. В. Бармин, А. Г. Долголенко, Ю. П. Никитин, Ю. С. Крестников. № 120 с приоритетом от 3 июля 1963 г.
- Явление резонансного поглощения отрицательных мюонов атомными ядрами. В. В. Балашов, Н. М. Кабачник, В. Б. Беляев, И. Войтковска, В. С. Евсеев, Т. Козловски, Р. А. Эрамжян, В. С. Роганов. № 173 с приоритетом от 22 октября 1963 г.
- Явление образования мюонного свободного атома. В. Г. Кириллов-Угрюмов, Б. А. Долгошеин, Ю. П. Добрецов и В. Г. Варламов. № 189 с приоритетом от 7 сентября 1971 г.
- Явление захвата отрицательно заряженных пионов ядрами химически связанного водорода. Ю. Д. Прокошкин, Л. И. Пономарёв, А. Ф. Дунайцев, В. И. Петрухин, В. И. Рыкалин. № 164 с приоритетом от 4 апреля 1962 г.
- Явление существования мюония в конденсированных средах. М. Я. Балац, Л. И. Бабаев, Г. Г. Мясищева, Ю. В. Обухов, В. Г. Фирсов, В. С. Роганов. № 161 с приоритетом от 3 ноября 1965 г.
- Явление двухчастотной прецессии спина положительного мю-мезона в атоме мюония в магнитном поле. И. И. Гуревич, И. Г. Ивантер и Б. А. Никольский, В. И. Селиванов, В. П. Смилга, И. В. Яковлева, Е. А. Мелешко, Л. А. Макарьина, Б. В. Соколов, В. Д. Шестаков, и В. С. Роганов. № 162 с приоритетом от 1 мая 1969 г.
- Явление удержания медленных нейтронов. Я. Б. Зельдович, Ф. Л. Шапиро, А. В. Стрелков, В. И. Лущиков, Ю. Н. Покотиловский. № 171 с приоритетом от 3 апреля 1959 г.
- Ядерные свойства света (распад фи-ноль-мезона на электрон-позитронную пару). М. Н. Хачатурян, А. М. Балдин, И. В. Чувило, А. Т. Матюшин, М. А. Азимов, В. С. Пантуев, М. С. Хвастунов, Р. Г. Астватацуров, Л. И. Журавлёва, В. И. Иванов, В. Т. Матюшин, Я. Гладки А. С., Белоусов, Л. Н. Штарков. № 94 с приоритетом от февраля 1967 г.
- Явление образования и распада сверхтяжёлого гелия — гелия-8. Ю. А. Батусов, С. А. Бунятов, В. М. Сидоров, В. И. Гольданский, Я. Б. Зельдович, О. В. Ложкин, А. А. Римский-Корсаков, В. А. Ярба. № 119 с приоритетом от 22 октября 1959 г.
- Закономерность в энергетической зависимости полных сечений (серпуховский эффект). Ю. Д. Прокошкин, С. П. Денисов, Р. С. Шувалов, Ю. П. Горин, Д. А. Стоянова, Ю. Б. Бушнин, Ю. П. Дмитриевский, С. В. Донсков, А. И. Петрухин, В. С. Селезнёв. № 137 с приоритетом от 24 мая 1971 г.
- Закон сохранения векторного тока в слабых взаимодействиях элементарных частиц. Ю. Д. Прокошкин, А. Ф. Дунайцев, В. И. Рыкалин, Я. Б. Зельдович, В. И. Петрухин. № 135 с приоритетом от 8 июня 1955 г.
- Явление несохранения пространственной чётности в ядерных электромагнитных переходах. Ю. Г. Абов, П. А. Крупчицкий, Ю. А. Оратовский. № 178 с приоритетом от 2 июля 1964 г.
- Автофазировка в циклических резонансных ускорителях. В. И. Векслер, № 10 с приоритетом от 8 июня 1944 г.
- Образование релятивистского стабилизированного электронного пучка. Г. И. Будкер. № 82 с приоритетом от мая 1952 г.
- Эффект самополяризации электронов или позитронов в магнитном поле. А. А. Соколов, И. М. Тернов. № 131 с приоритетом от 26 июля 1963 г.
- Эффект теней. А. Ф. Тулинов. № 54 с приоритетом от 10 октября 1964 г.
- Антисигма-минус-гиперон. В. И. Векслер, А. А. Кузнецов, М. И. Соловьёв, Н. М. Вирьясов, Е. Н. Кладницкая, А. В. Никитин. № 59 с приоритетом от 24 марта 1960 г.
- Явление образования антигелия-3. Ю. Д. Прокошкин, С. П. Денисов, В. М. Кутьин, В. П. Рыкалин, Р. С. Шувалов, Ю. М. Антипов, Н. К. Вишневский, Ю. П. Горин, С. В. Донсков, Ф. А. Ёч, Г. Д. Жильченкова, А. М. Зайцев, В. А. Качанов, В. Г. Лапшин, А. А. Лебедев, А. Г. Морозов, А. П. Петрухин, Е. А. Разуваев, В. П. Соляник, Д. А. Стоянова, В. П. Хромов. № 104 с приоритетом от 28 января 1970 г.
- Спонтанное деление ядер урана. Г. Н. Флёров, К. А. Петржак. № 33 с приоритетом от 14 июня 1940 г.
- Спонтанное деление атомных ядер из возбуждённого состояния (спонтанно делящиеся изомеры). Г. Н. Флёров, С. М. Поликанов, В. Л. Михеев, В. П. Перелыгин, А. А. Плеве, В. А. Фомичёв. № 52 с приоритетом от 24 января 1962 г.
- Явление запаздывающего деления атомных ядер. Г. Н. Флёров, В. И. Кузнецов, Н. К. Скобелев. № 160 с приоритетом от 12 июля 1971 г.
- Протонный распад радиоактивных ядер. В. А. Карнаухов, Г. М. Тер-Акопьян, В. Г. Субботин, Л. А. Петров. № 35 с приоритетом от 12 июля 1962 г.
- Образование изотопа сто второго элемента — Нобелия периодической системы Менделеева. Е. Д. Донец, В. А. Щеголев, В. А. Ермаков. № 34 с приоритетом от 9 июля 1963 г.
- Сто третий элемент — Лоуренсий. Г. Н. Флёров, С. М. Поликанов, Е. Д. Донец, В. А. Друин, Ю. В. Лобанов, В. Л. Михеев, В. А. Щеголев, А. Г. Дёмин, Ю. С. Короткий. № 132 с приоритетом от 20 апреля 1965 г. и 10 августа 1967 г.
- Сто четвёртый элемент — Резерфордий. Г. Н. Флёров, В. А. Друин, Ю. В. Лобанов, Ю. Ц. Оганесян, В. И. Кузнецов, В. П. Перелыгин, К. А. Гаврилов, С. П. Третьякова, В. М. Плотко. № 37 с приоритетом от 9 июля 1964 г.
- Сто пятый элемент — Дубний. Г. Н. Флёров, Ю. Ц. Оганесян, Ю. В. Лобанов, В. А. Друин, Иво Звара, В. 3. Белов, А. Г. Дёмин, Ю. А. Лазарев, Ю. П. Харитонов. № 114 с приоритетом от 18 февраля 1970 г.
- Образование радиоактивного изотопа элемента с атомным номером 106 — Сиборгий. Г. Н. Флёров, Ю. Ц. Оганесян, Ю. П. Третьяков, А. Г. Дёмин, А. С. Ильинов, А. А. Плеве, С. П. Третьякова, Ю. Э. Пенионжкевич, В. М. Плотко, М. П. Иванов, Н. А. Данилов, Ю. С. Короткин. № 194 с приоритетом от 11 июля 1974 г.
- Явление изменения электропроводности плазмы и интенсивности её излучения под действием оптической ориентации атомов. Р. А. Житников, Б. Н. Севастьянов. № 177 с приоритетом от 20 ноября 1968 г.
- Нейтронное излучение плазмы. Л. А. Арцимович, А. М. Андрианов, С. Ю. Лукьянов, И. М. Подгорный, Н. В. Филиппов Е. И. Доброхотов, В. И. Спицын. № 3 с приоритетом от 4 июля 1952 г.
- Тококонвективная неустойчивость плазмы. Ю. Л. Иванов, С. М. Рывкин, Б. Б. Кадомцев, А. В. Недоспасов. № 78 с приоритетом от 14 декабря 1957 г.
- Образование высокотемпературной плазмы в высокочастотном разряде. П. Л. Капица. № 87 с приоритетом от 21 апреля 1959 г.
- Турбулентный нагрев и аномальное сопротивление плазмы. Е. К. Завойский, Л. И. Рудаков, С. Д. Фанченко, М. В. Бабыкин, Е. Д. Волков, Б. А. Демидов, В. А. Скорюпин, В. А. Супруненко, Е. А. Сухомлин, П. П. Гаврин. № 112 с приоритетом от 9 сентября 1961 г.
- Эффект Т-слоя. А. Н. Тихонов, А. А. Самарский, П. П. Волосевич, С. П. Курдюмов, Л. М. Дегтярёв, Ю. П. Попов, А. П. Фаворский, В. С. Соколов, Л. А. Заклязьминский. № 55 с приоритетом от 10 ноября 1965 г.
- Термострессовая конвекция. В. С. Галкин. M. Н. Коган, О. Г. Фридлендер. № 261 с приоритетом от 15 сентября 1969 г.
- Явление эстафетного переноса электрического заряда в газах — эффект Сена. Л. А. Сена. № 352 от 14 июля 1988 г. с приоритетом от 1 ноября 1948 г.

### ХИМИЯ, МАТЕРИАЛОВЕДЕНИЕ — физическая химия, электрохимия, радиохимия, органика, неорганика
- Явление полимеризации в ударной волне. В. И. Гольданский, В. Л. Тальрозе, А. Н. Дрёмин, П. А. Ямпольский, Г. А. Ададуров, А. Н. Михайлов, И. М. Баркалов, Т. Н. Игнатович. № 125 с приоритетом от 23 июня 1964 г.
- Явление передачи цепи с разрывом. Н. С. Еникополов. № 38 с приоритетом от 10 февраля 1961 г.
- Сопряжение реакций на мембранных катализаторах. В. М. Грязнов, Л. К. Иванова А. П., Мищенко. № 97 с приоритетом от 12 июня 1964 г.
- Явление энергетического разветвления цепей в химических реакциях. Н. Н. Семёнов, А. Е. Шилов, В. И. Веденеев, Г. А. Капралова, А. М. Чайкин. № 172 с приоритетом от ноября 1962 г.
- Явление подвижности двойных связей в циклических диеновых системах. В. А. Миронов, А. А. Ахрем, Е. В. Соболев. № 167 с приоритетом от 26 июня 1961 г.
- Явление перегруппировки (изомеризации) полигалоидалифатических радикалов в жидкой фазе. А. Н. Несмеянов, Р. X. Фрейдлина, Л. И. Захаркин. № 170 с приоритетом от 19 сентября 1951 г.
- Явление адсорбции органических молекул на электродах при высоких потенциалах. Л. А. Миркинд, М. Я. Фиошин. № 149 с приоритетом от 9 октября 1963 г.
- Закон электронной фотоэмиссии из металлов в растворы электролитов. А. М. Бродский, Ю. В. Плесков, Ю. Я. Гуревич, В. А. Бендерский, Я. М. Золотовицкий, Л. И. Коршунов. № 139 с приоритетом от 28 января 1968 г.
- Явление переноса металла с катода на анод при электролизе ионных расплавов. Ю. К. Делимарский, О. Г. Зарубицкий. № 155 с приоритетом от 27 декабря 1960 г.
- Явление триплет-триплетного переноса энергии между органическими молекулами. В. Л. Ермолаев, А. И. Теренин. № 108 с приоритетом от 17 января 1952 г.
- Явление элементотропии в кетоенольных системах. И. Ф. Луценко, Ю. И. Бауков, И. Ю. Белавин. № 113 с приоритетом от 20 мая 1968 г.
- Явление ацилотропии (карбонотропии). Ю. А. Жданов, В. И. Минкин, Л. П. Олехнович. № 146 с приоритетом от 19 марта 1969 г.
- Явление образования концентрационных автоволн в гомогенной активной химической среде. А. М. Жаботинский, А. Н. Заикин. № 174 с приоритетом от 27 ноября 1970 г.
- Явление скачкообразного увеличения тепло- и массообмена между газовой и жидкой фазами в режиме инверсии фаз. В. В. Кафаров, А. Н. Плановский. № 141 с приоритетом от 6 июля 1949 г.
- Новая кристаллическая форма углерода — карбин. В. И. Касаточкин, А. М. Сладков, Ю. П. Кудрявцев, В. В. Коршак. № 107 с приоритетом от 4 ноября 1960 г.
- Закономерность образования алмазов (создание искусственных алмазов из графита). О. И. Лейпунский. № 101 с приоритетом от августа 1939 г.
- Нитевидные кристаллы алмаза. Б. В. Дерягин, В. М. Лукьянович, Д. В. Федосеев, В. А. Рябов, Б. В. Спицын, А. В. Лаврентьев. № 73 с приоритетом от 14 апреля 1967 г.
- Явление ускоренного испарения углерода из металлокарбидных и карбидоуглеродных эвтектик. В. П. Елютин, В. И. Костиков, М. А. Маурах, Н. Н. Шипков, В. П. Соседов, И. А. Березин, В. Н. Бобковский, И. А. Пеньков. № 143 с приоритетом от 24 октября 1969 г.
- Явление конфигурационной устойчивости трёхвалентного азота в немостиковых структурах. С. А. Гиллер, Р. Г. Костяновский, А. В. Еремеев, М. Ю. Лидак, В. А. Пестунович, О. А. Паньшин, 3. Е. Самойлова, И. И. Червин. № 110 с приоритетом от 30 июня 1965 г.
- Фиксация молекулярного азота в мягких условиях. М. Е. Вольпин, В. Б. Щур. № 51 с приоритетом от 27 апреля 1964 г.
- Явление образования гетероциклических систем атомов с двухкоординационным фосфором. Н. Н. Мельников, Н. И. Швецов-Шиловский, Н. П. Игнатова, А. В. Васильев, В. В. Негребецкий, Л. В. Вилков. № 184 с приоритетом от 11 октября 1965 г.
- Закономерность радиотермолюминесценции твёрдых органических веществ. Н. Я. Бубен, В. Г. Никольский. № 168 с приоритетом от 22 апреля 1960 г.
- Семивалентные нептуний и плутоний. А. Д. Гельман, Н. Н. Крот, М. П. Мефодьева. № 96 с приоритетом от 28 ноября 1967 г.
- Закономерность стабилизации низших состояний окисления актинидных элементов. В. И. Спицын, Н. Б. Михеев, А. Н. Каменская, Р. А. Дьячкова, И. А. Румер, Н. А. Розенкевич, Б. А. Гвоздев. № 169 с приоритетом от 25 марта 1971 г.
- Явление существования низкотемпературного предела скорости химических реакций. И. М. Баркалов, В. И. Гольданский, А. М. Каплан, Д. П. Кирюхин, А. Д. Абкин, М. А. Брук, Г. Н. Герасимов, В. И. Муромцев. № 188 с приоритетом от 22 декабря 1967 г.
- Явление самопассивирования и резкого торможения электрического растворения металлов. Н. Д. Томашов, Г. П. Чернова. № 116 с приоритетом от 4 мая 1948 г.
- Явление адсорбционного понижения прочности металлов под действием металлических расплавов. Е. Д. Щукин, Ю. В. Горюнов, Н. В. Перцов, Л. А. Кочанова, Л. С. Брюханова. № 28 с приоритетом от 26 января 1956 г.
- Явление изменения структуры и свойств сплавов на железной основе. С. М. Баранов. № 124 с приоритетом от 7 июня 1951 г.
- Явление обратимых изменений кристаллической структуры твёрдых растворов внедрения. В. К. Крицкая, В. А. Ильина, А. В. Нархов. № 190 с приоритетом от 25 сентября 1969 г.
- Явление изомеризационной рециклизации азотистых гетероароматических соединений. № 205 С. П. Громов, А. Н. Кост, Р. С. Сагитуллин с приоритетом от 8 января 1975 г.

### МЕХАНИКА, ЭЛЕКТРОНИКА — оптика, акустика, ультразвук, магнетизм, полупроводники, вычислительная техника
- Эффект Кабанова — явление дальнего коротковолнового рассеяния радиоволн отдельными элементами поверхности Земли. Н. И. Кабанов. № 1 с приоритетом от 15 марта 1947 г.
- Явление усиления электромагнитных волн (когерентное излучение). В. А. Фабрикант, М. М. Вудынский, Ф. А. Бутаева. № 12 с приоритетом от 18 июня 1951 г.
- Светогидравлический эффект. А. М. Прохоров, Г. А. Аскарьян, Г. П. Шипуло. № 65 с приоритетом от 28 февраля 1963 г.
- Эффект самофокусировки звуковых, ультра- и гиперзвуковых лучей. Г. А. Аскарьян. № 67 с приоритетом от 22 декабря 1961 г.
- Явление многофокусности волнового пучка в нелинейной среде. А. Л. Дыщко, В. А. Коробкин, В. Н. Луговой, А. М. Прохоров. № 147 с приоритетом от 19 июня 1967 г.
- Явление взрывной электронной эмиссии. С. П. Бугаев, П. Н. Воронцов-Вельяминов, А. М. Искольдский, Г. А. Месяц, Д. И. Проскуровский, Г. Н. Фурсей. № 176 с приоритетом от 2 июля 1966 г.
- Явление резонансного комбинационного рассеяния света. П. П. Шорыгин, Т. М. Иванова. № 151 с приоритетом от 18 июня 1952 г.
- Явление возникновения линейчатых спектров вещества. Э. В. Шпольский, Л. А. Климова, А. А. Ильина. № 152 с приоритетом от 28 сентября 1952 г.
- Явление кооперативной сенсибилизации люминесценции. В. В. Овсянкин, П. П. Феофилов. № 166 с приоритетом от 23 сентября 1966 г.
- Явление стабилизации-лабилизации электронно-возбуждённых многоатомных молекул. Н. А. Борисевич, Б. С. Непорент. № 186 с приоритетом от 18 мая 1955 г.
- Явление отображения оптических свойств объекта в волновом поле рассеянного им излучения (голограммы). Ю. Н. Денисюк. № 88 с приоритетом от 1 февраля 1962 г.
- Явление направленного разветвления электромагнитной энергии в линиях с замедленными волнами. Д. И. Мировицкий, Н. Н. Евтихиев, В. Ф. Дубровин, В. Ф. Взятышев. № 79 с приоритетом от 27 апреля 1959 г.
- Явление возникновения магнитных полей на ядрах атомов немагнитных элементов. Б. Н. Самойлов, В. В. Скляревский, Е. П. Степанов. № 71 с приоритетом от 25 ноября 1958 г.
- Магнитоэлектрический эффект. Л. Д. Ландау, Е. М. Лифшиц, И. Е. Дзялошинский, Д. Н. Астров. № 123 с приоритетом от 30 июля 1957 г.
- Электронный парамагнитный резонанс. Е. К. Завойский. № 85 с приоритетом от 12 июля 1944 г.
- Магнитоакустический резонанс. А. И. Ахиезер, В. Г. Барьяхтар, С. В. Пелетминский. № 46 с приоритетом от 19 марта 1956 г.
- Явление аномальной магнитной восприимчивости ферромагнетиков в оптическом диапазоне частот. Г. С. Кринчик, М. В. Чёткин. № 175 с приоритетом от 17 марта 1961 г.
- Явление разрыва доменных стенок в ферромагнетиках под воздействием магнитных полей. Г. В. Спивак, Р. В. Телеснин, И. С. Колотов, О. С. Колотов, В. И. Петров, Ю. А. Дурасова. № 159 с приоритетом от 21 сентября 1970 г.
- Эффект взаимодействия СВЧ и ультразвуковых колебаний в ферритах. Я. А. Моносов, А. В. Вашковский. № 42 с приоритетом от 21 марта 1963 г.
- Полупроводниковые свойства халькогенидных стёкол. Б. Т. Коломиец, Н. А. Горюнова. № 98 с приоритетом от января 1955 г.
- Явления генерации радиоволн полупроводниковым диодом. А. С. Тагер, А. И. Мельников, А. М. Цебиев, Г. П. Кобельков. № 24 с приоритетом от 27 октября 1959 г.
- Явление разогрева электронов (возникновение электродвижущей силы и асимметрии электропроводности в однородном изотропном полупроводнике). Ю. К. Пожела, С. П. Ашмонтас, К. К. Репшас. № 185 с приоритетом от 26 июня 1970 г.
- Закономерность морфотропии в гомологических рядах полупроводник — металл. Н. В. Белов, Н. Л. Смирнова, Г. Б. Бокий, В. Б. Лазарев, В. Я. Шевченко, В. Ф. Дворянкин, А. Д. Изотов, Ю. X. Векилов, А. М. Альтшулер, Г. Р. Умаров. № 196 с приоритетом от 5 февраля 1974 г.
- Электронная эмиссия. П. Г. Борзяк, О. Г. Сарбей, Р. Д. Федорович. № 31 с приоритетом от 26 июня 1963 г.
- Явление существования особого возбуждённого состояния кристалла — экситона. Е. Ф. Гросс, Я. И. Френкель, Н. А. Каррыев. № 105 с приоритетом от 1931 г.
- Явление фазовых переходов вещества в магнитном поле. Н. Б. Брант, Е. А. Свистова, С. М. Чудинов, А. А. Абрикосов. № 156 с приоритетом от 25 июня 1967 г.
- Давыдовское расщепление. А. С. Давыдов. № 50 с приоритетом от 19 июня 1948 г.
- Явление анизотропии ионно-электронной эмиссии монокристаллов. Е. С. Машкова, В. А. Молчанов, Д. Д. Одинцов, В. Г. Тельковский, В. М. Чичеров. № 126 с приоритетом от 13 октября 1960 г.
- Фотопластический эффект. Ю. А. Осипьян, И. Б. Савченко. № 93 с приоритетом от 21 декабря 1967 г.
- Электронный термомагнитный эффект. А. Н. Выставкин, Т. М. Лифшиц, П. Г. Мельник. № 21 с приоритетом от 4 ноября 1961 г.
- Явление спонтанного трёх- и четырёхфотонного параметрического рассеяния света в твёрдом теле. Д. Н. Клышко, В. В. Фадеев, О. Н. Чунаев, С. М. Рыбкин, И. Д. Ярошевский, Н. И. Крамер. № 150 с приоритетом от 29 ноября 1965 г.
- Образование упругих двойников при двойниковании кальцита. Р. И. Гарбер. № 49 с приоритетом от 14 октября 1938 г.
- Осцилляторная зависимость поверхностного сопротивления металла от слабого магнитного поля. М. С. Хайкин. № 16 с приоритетом от 30 апреля 1960 г.
- Явление осцилляций термодинамических и кинетических свойств плёнок твёрдых тел. В. Н. Луцкий, В. Б. Сандомирский, Ю. Ф. Огрин, И. М. Лифшиц, А. М. Косевич. № 182 с приоритетом от 21 мая 1953 г.
- Циклотронный резонанс в металлах. М. Я. Азбель, Э. А. Канер. № 45 с приоритетом от 31 января 1956 г.
- Электромагнитные всплески в проводящей среде. М. Я. Азбель, В. Ф. Гантмахер, Э. А. Канер. № 80 с приоритетом от 24 октября 1962 г.
- Явление аномального упорядочения магнитных моментов в кристаллических структурах. Н. В. Агеев, В. Н. Быков, С. И. Виноградов, В. С. Головкин, В. А. Левдик. № 191 с приоритетом от 21 ноября 1958 г.
- Акустомагнетоэлектрический эффект. Ю. В. Гуляев, Н. И. Крамер, А. П. Королюк, В. Ф. Рой. № 133 с приоритетом от 31 января 1964 г.
- Явление резонансного поглощения звука в парамагнетиках (акустический парамагнитный резонанс). С. А. Альтшулер. № с приоритетом от 9 июня 1952 г.
- Свойства линейных динамических систем (принцип компенсации возмущения). Г. В. Щипанов. № 44 с приоритетом от апреля 1939 г.
- Эффект малонапряженности. К. С. Чобанян. № 102 с приоритетом от 22 марта 1967 г.
- Закономерность передачи энергии при ударе. Е. В. Александров. № 13 с приоритетом от 30 октября 1957 г.
- Эффект безызносности. Д. Н. Гаркунов, И. В. Крагельский. № 41 с приоритетом от 12 ноября 1956 г.
- Явление аномально-низкого трения в вакууме. Е. А. Духовской, В. С. Онищенко, А. Н. Пономарёв, А. А. Силин, В. Л. Тальрозе. № 121 с приоритетом от 16 сентября 1969 г.
- Явление неустойчивости детонационной волны в газах. Ю. Н. Денисов, К. И. Щелкин, Я. К. Трошин, Б. В. Войцеховский, В. В. Митрофанов, М. Е. Топчиян. № 111 с приоритетом от 5 ноября 1957 г.
- Явление расщепления волны (тонкой структуры) спиновой детонации. Ю. Н. Денисов, Я. К. Трошин № 134 с приоритетом от 12 февраля 1957 г. и 24 февраля 1958 г.
- Явление высокой химической активности продуктов неполного сгорания богатой углеводородной смеси. Л. А. Гусак. № 142 с приоритетом от октября 1952 г.
- Явление вторичного вихреобразования. А. В. Ларин, В. И. Маврицкий. № 99 с приоритетом от 21 декабря 1964 г.
- Явление возникновения статического перепада давления газа в виброкипящем слое. В. А. Членов, Н. В. Михайлов. № 138 с приоритетом от 4 июня 1963 г.
- Ультразвуковой капиллярный эффект. Е. Г. Коновалов. № 109 с приоритетом от 31 мая 1961 г.
- Явление аномально высокого прироста тяги в газовом эжекционном процессе с пульсирующей активной струёй. В. Н. Челомей, О. И. Кудрин, А. В. Квасников. № 314 с приоритетом от 2 июля 1951 г.
- Явление перераспределения энергии носителей заряда в металлических микроконтактах при низких температурах. Ю. В. Шарвин, И. К. Янсон, И. О. Кулик, А. Н. Омельянчук, Р. И. Шехтер. № 328 с приоритетом от 30 декабря 1964 г.
- А. Ф. Андреев, И. М. Лифшиц, Б. Н. Есельсон, В. Н. Григорьев, В. А. Михеев. Явление квантовой диффузии в кристаллах. Диплом № 206, 17 ноября 1978 г. Приоритет открытия: 15 января 1969 г. в части теоретического обоснования, 29 ноября 1972 г. в части экспериментального подтверждения[4].